# Liste der osttimoresischen Botschafter in Monaco

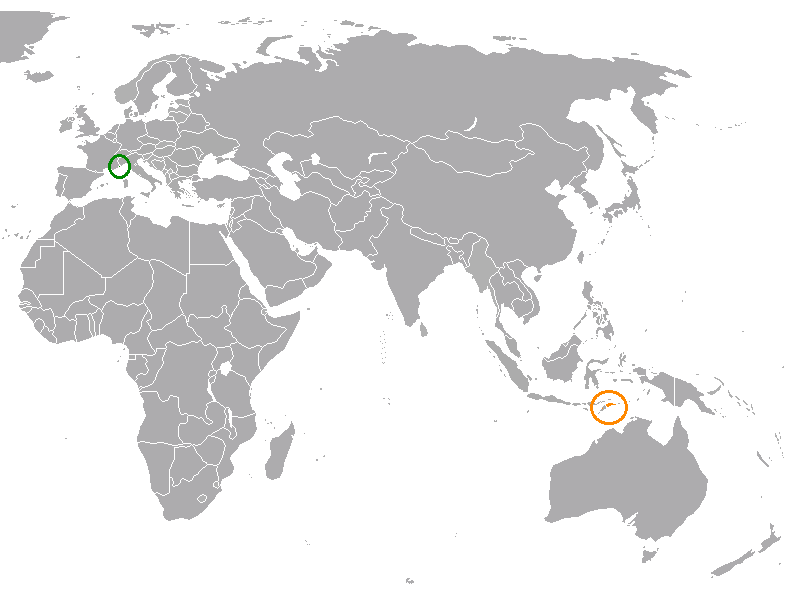
Monaco (grün) und Osttimor (orange)

Diese Liste führt die osttimoresischen Botschafter in Monaco auf. Der Botschafter Osttimors in Monaco hat seinen Sitz in Genf und ist gleichzeitig Botschafter in der Schweiz und Ständiger Vertreter am Genfer Sitz der Vereinten Nationen. Monaco hat derzeit keinen Botschafter in Osttimor.

## Hintergrund
Das monegassische Fürstenhaus unterstützte bereits vor der Unabhängigkeit Osttimors 2002 verschiedene Hilfsprojekte im südostasiatischen Land, beziehungsweise für osttimoresische Flüchtlinge. Albert II. kam 2008 zum Staatsbesuch nach Osttimor. Der osttimoresische Minister für den Ministerrat Ágio Pereira besuchte Monaco 2014.

## Liste

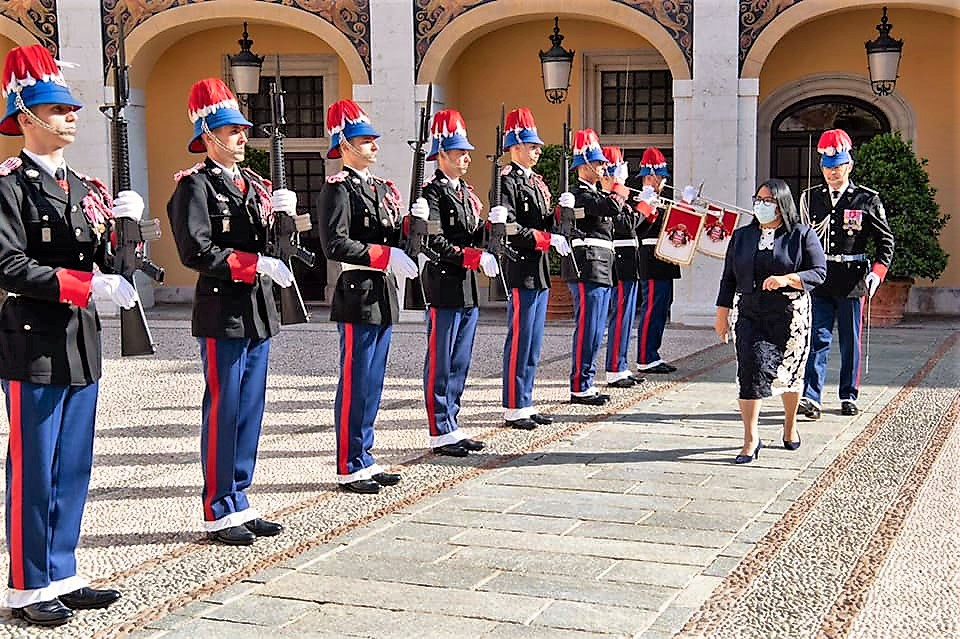
Botschafterin Lurdes Maria Bessa bei ihrer Akkreditierung (2022)

| Name                 | Amtszeit  | Anmerkungen                                                                                          |
| -------------------- | --------- | --- |
| ?                    |           | |
| Joaquim da Fonseca   | 2010–2013 | Akkreditierung am 28. Mai 2010                                                                       |
| Marciano da Silva    | 2015–2019 | Akkreditierung: 19. Februar 2015                                                                     |
| Lurdes Maria Bessa   | 2021–2025 | Ernennung:13. August 2021 zur Ständigen Vertreterin Osttimors in Genf Akkreditierung: 26. April 2022 |
| António da Conceição | seit 2025 | Vereidigung am 12. Februar 2025                                                                      |